# Lanx patelloides
Lanx patelloides är en snäckart som först beskrevs av I. Lea 1856.  Lanx patelloides ingår i släktet Lanx och familjen dammsnäckor. Inga underarter finns listade i Catalogue of Life.